# Loïc Abenzoar
Loïc Abenzoar (Lione, 14 febbraio 1989) è un ex calciatore francese, di ruolo difensore.

## Carriera

### Club

#### Olympique Lione 2 e i prestiti
Abenzoar ha cominciato la carriera con l'Olympique Lione 2, squadra riserve della formazione militante nella Ligue 1. Ha giocato nello Championnat de France amateur dal 2007 al 2010, totalizzando 51 presenze ed una rete.
Ad agosto 2010, il difensore è stato ceduto con la formula del prestito all'Arles-Avignon. Ha potuto così esordire nella Ligue 1 in data 14 agosto, schierato titolare nella sconfitta casalinga per 0-1 contro il Lens. Ha totalizzato 12 presenze in campionato, al termine del quale la sua squadra è retrocessa nella Ligue 2.
Tornato a Lione, ha giocato altre 2 partite per la squadra riserve prima di essere ceduto al Vannes, sempre in prestito. Ha esordito nella squadra, militante nello Championnat National, in data 30 settembre 2011: è stato titolare nel pareggio casalingo per 1-1 contro il Beauvais. A fine stagione, è tornato ancora all'Olympique Lione 2, dove ha giocato per un'ultima stagione.

#### Lyon-La Duchère
Il 22 agosto 2013, il Lyon-La Duchère ha annunciato sul proprio sito internet l'ingaggio di Abenzoar. Ha esordito nella squadra, militante nello Championnat de France amateur, in data 24 agosto: è stato titolare nella vittoria per 0-1 sul campo del Belfort. Il 1º marzo 2014 ha realizzato l'unica rete, nel successo per 1-5 in casa del Sarre-Union. Dal 3 marzo, si è allenato con i norvegesi del Sarpsborg 08. Non gli è stato offerto alcun contratto e così Abenzoar ha fatto ritorno al Lyon-La Duchère, dove ha chiuso la stagione.

#### Hønefoss
Il 10 luglio 2014, Abenzoar si è aggregato ai norvegesi dell'Hønefoss per sostenere un provino. Il 16 luglio, il giocatore è stato tesserato ufficialmente e si è legato al nuovo club con un contratto valido fino al termine della stagione in corso. Ha scelto la maglia numero 69. Ha debuttato con questa maglia il 21 luglio, schierato titolare nel successo per 0-1 sul campo del Nest-Sotra. Il 14 settembre ha realizzato la prima rete, contribuendo alla vittoria per 1-4 in casa dell'HamKam. In questa porzione di stagione ha totalizzato 12 presenze e una rete, rimanendo svincolato a fine anno.

#### Fredrikstad
Il 17 marzo 2015 ha firmato ufficialmente un contratto annuale con il Fredrikstad. Ha esordito in squadra il 6 aprile successivo, in occasione del pareggio per 1-1 contro il Brann. Il 21 giugno ha siglato la prima rete in squadra, nella vittoria per 2-3 sul campo del Bærum. Ha chiuso la stagione con 22 presenze tra campionato e coppa, con una rete all'attivo.

#### Villefranche
Libero da vincoli contrattuali, a novembre 2016 si è accordato con il Villefranche, nello Championnat de France amateur.

## Statistiche

### Presenze e reti nei club
Statistiche aggiornate al 19 novembre 2016.
| Stagione          | Club              | Campionato        | Campionato | Campionato | Coppe nazionali | Coppe nazionali | Coppe nazionali | Coppe continentali | Coppe continentali | Coppe continentali | Supercoppe | Supercoppe | Supercoppe | Totale | Totale |
| Stagione          | Club              | Comp              | Pres       | Reti       | Comp            | Pres            | Reti            | Comp               | Pres               | Reti               | Comp       | Pres       | Reti       | Pres   | Reti   |
| ----------------- | ----------------- | ----------------- | ---------- | ---------- | --------------- | --------------- | --------------- | ------------------ | ------------------ | ------------------ | ---------- | ---------- | ---------- | ------ | ------ |
| 2007-2008         | O. Lione 2        | CFA               | 5          | 0          | -               | -               | -               | -                  | -                  | -                  | -          | -          | -          | 5      | 0      |
| 2008-2009         | O. Lione 2        | CFA               | 17         | 1          | -               | -               | -               | -                  | -                  | -                  | -          | -          | -          | 17     | 1      |
| 2009-2010         | O. Lione 2        | CFA               | 28         | 0          | -               | -               | -               | -                  | -                  | -                  | -          | -          | -          | 28     | 0      |
| ago. 2010         | O. Lione 2        | CFA               | 1          | 0          | -               | -               | -               | -                  | -                  | -                  | -          | -          | -          | 1      | 0      |
| ago. 2010-2011    | Arles-Avignon     | L1                | 12         | 0          | CF+CdL          | 0+1             | 0               | -                  | -                  | -                  | -          | -          | -          | 13     | 0      |
| ago. 2011         | O. Lione 2        | CFA               | 2          | 0          | -               | -               | -               | -                  | -                  | -                  | -          | -          | -          | 2      | 0      |
| ago. 2011-2012    | Vannes            | N                 | 17         | 0          | CF+CdL          | 0               | 0               | -                  | -                  | -                  | -          | -          | -          | 17     | 0      |
| 2012-2013         | O. Lione 2        | CFA               | 23         | 0          | -               | -               | -               | -                  | -                  | -                  | -          | -          | -          | 23     | 0      |
| Totale O. Lione 2 | Totale O. Lione 2 | Totale O. Lione 2 | 76         | 1          |                 | -               | -               |                    | -                  | -                  |            | -          | -          | 76     | 1      |
| ago. 2013-2014    | Lyon-La Duchère   | CFA               | 18         | 1          | CF              | -               | -               | -                  | -                  | -                  | -          | -          | -          | 18     | 1      |
| lug.-dic. 2014    | Hønefoss          | 1D                | 12         | 1          | CN              | -               | -               | -                  | -                  | -                  | -          | -          | -          | 12     | 1      |
| 2015              | Fredrikstad       | 1D                | 20         | 1          | CN              | 2               | 0               | -                  | -                  | -                  | -          | -          | -          | 22     | 1      |
| nov. 2016-2017    | Villefranche      | CFA               | 1          | 0          | -               | -               | -               | -                  | -                  | -                  | -          | -          | -          | 1      | 0      |
| Totale            | Totale            | Totale            | ?          | ?          |                 | ?               | ?               |                    | -                  | -                  |            | -          | -          | ?      | ?      |